# 奧特斯 (密蘇里州)
奧特斯（英語：Oetters）是位於美國密蘇里州富蘭克林縣的非建制地區。

## 地理
奧特斯所處的海拔為高於海平面145米（即476英呎），而該地所採用的時區為UTC-6，即北美中部時區（CST）。同時該地設有夏令時間，為UTC-6調快一小時，即UTC-5（CDT）。